# Gabriel Dan Nichita
Gabriel Dan Nichita (n. 1 februarie 1969) este un fost deputat român în legislatura 1996-2000, ales în județul Vrancea pe listele partidului PNȚCD. Gabriel Dan Nichita a fost membru în grupul parlamentar de prietenie cu Republica Populară Chineză.